# 闍耶僧伽跋摩二世
闍耶僧伽跋摩二世（？—1044年，梵文名，Jaya Sinhavarman II），占婆（占城）11世紀中期国王。父亲毗建陀跋摩四世。
《宋史》记载他名为刑卜施离值星霞弗，《大越史记全书》记载他名为乍斗、乍兜。1042年十一月，刑卜施离值星霞弗遣使向宋仁宗献驯象三頭。1043年，阇耶僧诃跋摩二世派水军入侵越南李朝的沿海领土，李太宗稱占婆多年未遣使通好，筹备南征，修造百余艘战船。1044年，李太宗亲征，在五蒲江南岸一带大戰占婆军，越军得胜，闍耶僧伽跋摩二世阵亡，占婆军队战死三万余人，被俘五千余，战象死六十头。七月，越军进至占婆国都佛逝，大肆掠夺俘虏了闍耶僧伽跋摩二世的妻妾、宫女等人回国。李太宗让闍耶僧伽跋摩二世的妃子媚酰侍奉，媚酰不堪其辱，投江而死。占婆第八王朝终结，此后，占城开始向越南朝贡。